# Мария Петрова (агроном)
Вижте пояснителната страница за други личности с името Мария Петрова.
Мария Петрова Симеонова e български аграрен учен, специалист по агрохимия, доктор на науките, ст.н.с. I ст.
Родена на 29 октомври 1929 г. в Червен бряг, област Плевен.
Завършва Агрономическия факултет при СУ – София и през 1953 г. започва работа като научен сътрудник в Добруджански земеделски институт край Генерал Тошево, където работи в продължение на 20 години. В края на 1973 г. се премества в Института по повознание „Никола Пушкаров“ – София, където се пенсионира през 1991 г.
През 1982 г. защитава дисертация за научна степен доктор на науките. През 1983 г. ѝ е присъдено научно звание ст.н.с. I ст.
Петрова е дългогодишен изследовател в областта на торенето на полските култури и най-вече на пшеницата. Има разработки по подобряване хранителния режим на почвите при продължително системно торене в сеитбообръщението. Задълбочено изследва влиянието на прякото торене върху основните елементи на посева. Разработва и въпроса за влиянието на торенето върху физичните, химико-технологични и хлебопекарни качества на пшеничното зърно и брашно. Под нейно ръководство в страната са заложени трайни торови полски опити, които обхващат основните почвени типове.
Петрова е автор на повече от 60 научни публикации – монографии, книги, статии, и на около 50 научнопопулярни статии. Ръководител е на докторанти и участва в редакционни колегии на специализирани научни издания в България.